# Miss Universo 2023
Miss Universo 2023, la 72.ª edición del concurso Miss Universo, se llevó a cabo en el Gimnasio Nacional José Adolfo Pineda, San Salvador (El Salvador) el 18 de noviembre de 2023.
Representantes provenientes de ochenta y cuatro países y territorios compitieron por el título en esta edición del concurso. Al final del evento, Miss Universo 2022, R'Bonney Gabriel de Estados Unidos, coronó como su sucesora a Sheynnis Palacios de Nicaragua. Elegida por un jurado de once personas, la ganadora, de 23 años, se convirtió en la primera representante de su país en obtener el título de Miss Universo.
La competencia fue presentada por Jeannie Mai y Olivia Culpo, Miss Universo 2012, por segundo año consecutivo, junto con Maria Menounos. Como corresponsales tras bambalinas actuaron Catriona Gray, Miss Universo 2018, y Zuri Hall. John Legend se encargó del entretenimiento.

## Antecedentes

### Sede y fecha
El 14 de enero de 2023, durante el concurso de Miss Universo 2022, el presidente salvadoreño Nayib Bukele anunció que la 72.ª edición se llevaría a cabo en El Salvador a finales de 2023, después de haber sido anfitrión del concurso por última vez en 1975. La Organización Miss Universo anunció posteriormente, el 27 de julio de 2023, que el concurso se llevaría a cabo el 18 de noviembre de 2023.
La elección de El Salvador como país anfitrión fue recibida con críticas debido al estado de emergencia vigente en el país en medio de la guerra contra las pandillas en el país. Se llevaron a cabo protestas en la capital, San Salvador, tras la asignación de fondos públicos para la organización del concurso en medio de una crisis económica.
Para promocionar el concurso, la organización ofreció un paquete de viaje llamado «Hello Universe» («Hola Universo»).

### Selección de candidatas
Por primera vez desde 1957, la Organización Miss Universo permitió la participación de mujeres casadas y mujeres con hijos para competir en el concurso.
La lista de candidatas de esta edición fue destacada por los medios de comunicación por su diversidad e inclusividad en comparación con ediciones anteriores. Entre las candidatas de esta edición se encontraban Rikkie Kollé de los Países Bajos y Marina Machete de Portugal, quienes se convirtieron en las segundas mujeres transgénero en competir en el concurso, después de Ángela Ponce de España en 2018. Además, esta edición también vio la participación de las primeras mujeres casadas y madres en competir en el concurso desde 1957, con la participación de Camila Avella de Colombia, Michelle Cohn de Guatemala y Lorena Santen de Suiza. Jane Dipika Garrett de Nepal también fue reconocida por los medios de comunicación como la «primera candidata de talla grande» en competir en el concurso. Erica Robin, la primera candidata enviada por Pakistán al concurso, también fue citada como otra candidata que estaba «haciendo que el concurso sea más inclusivo», aunque su participación fue recibida con reacciones mixtas dentro de su país.

#### Reemplazos
Namuunzul Batmagnai, la segunda finalista de Miss Universo Mongolia 2023, fue designada para representar a Mongolia después de que la ganadora original, Nominzul Zandangiin, fue considerada incapaz de competir por razones no reveladas. Lê Thảo Nhi, la primera finalista de Miss Universo Vietnam 2022, inicialmente estaba programada para participar en la edición de este año. Sin embargo, la Saigon Universe Joint Stock Company había perdido la franquicia de Miss Universo en febrero de 2023, y la licencia fue transferida a la Miss Universe Vietnam Trading Joint Stock Company. Después de que el proceso de negociación entre las dos empresas fracasó, la segunda decidió organizar un nuevo concurso llamado Miss Universo Vietnam para elegir a la nueva representante de Vietnam en Miss Universo. La ganadora del concurso fue Quỳnh Hoa Bùi.

#### Debuts, regresos y retiros
Esta edición marcó el debut de Pakistán y los regresos de Dinamarca, Egipto, Guyana, Hungría, Irlanda, Kazajistán, Letonia, Mongolia, Noruega y Zimbabue. Zimbabue compitió por última vez en 2001; Letonia compitió por última vez en 2006; Guyana compitió por última vez en 2017; Egipto y Mongolia compitieron por última vez en 2019; mientras que los demás compitieron por última vez en 2021.
Armenia, Belice, Bután, Ghana, Haití, Seychelles, Turquía y Uruguay se retiraron después de que sus respectivas organizaciones no lograron designar a una candidata, realizar un concurso nacional o perdieron su licencia. Maya Turdalieva fue designada para representar a Kirguistán después de que Diami Almazbekova, la representante original de Kirguistán, decidió retirarse de la competencia debido a la falta de preparación. Luego, Turdalieva fue reemplazada por Akylai Kalberdieva por razones no reveladas. Sin embargo, Kalberdieva también decidió retirarse por razones no reveladas, lo que llevó al retiro de Kirguistán de la competencia. Miss Universo China 2023, Jia Qi, se retiró debido a problemas logísticos y compitió en la siguiente edición de Miss Universo, donde llegó al Top 30.

## Resultados

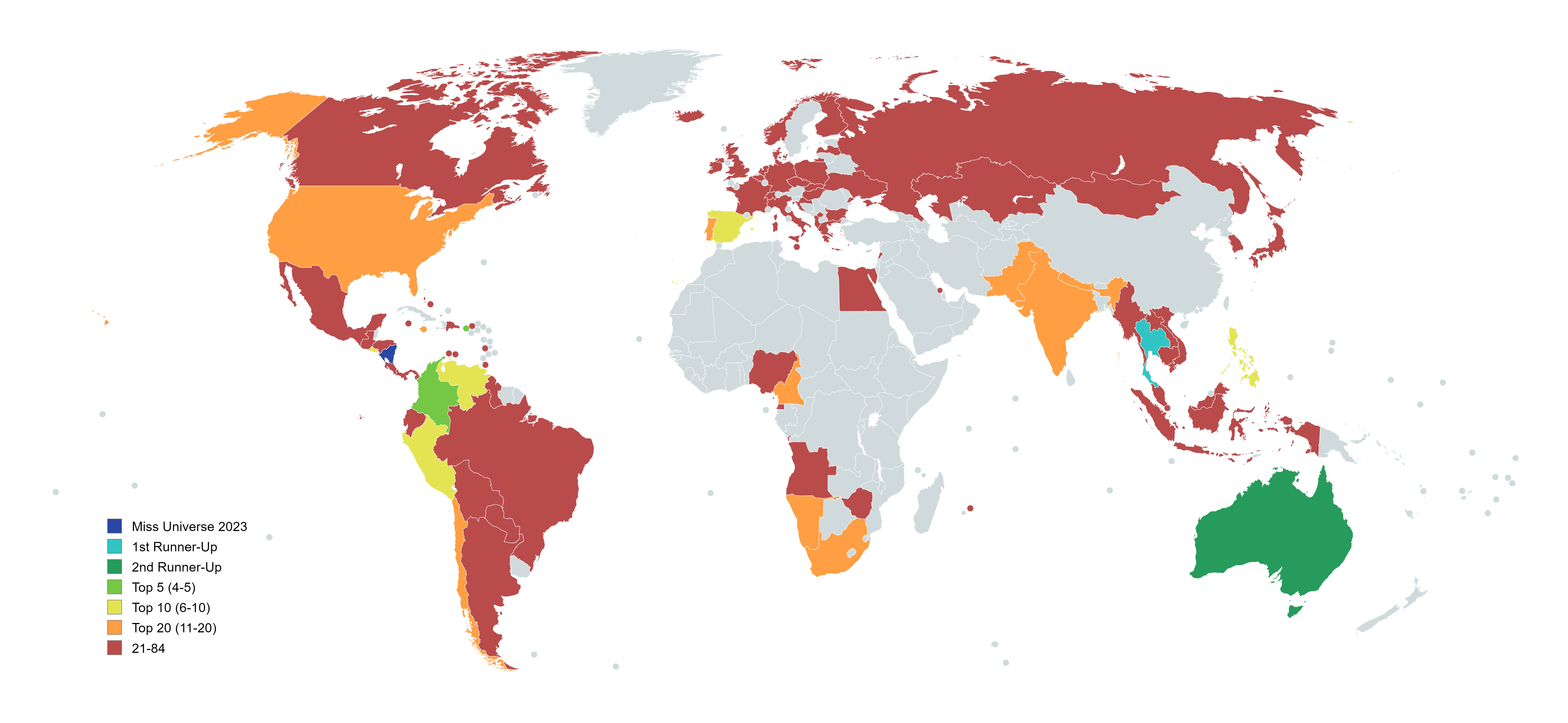
Países y territorios que enviaron candidatas y resultados para Miss Universo 2023

La ganadora, las dos finalistas, semifinalistas y cuartofinalistas son las siguientes candidatas:
| Posición           | Candidata |
| ------------------ | --- |
| Miss Universo 2023 | - Nicaragua - Sheynnis Palacios |
| Primera finalista  | - Tailandia - Anntonia Porsild |
| Segunda finalista  | - Australia - Moraya Wilson |
| Top 5              | - Colombia - Camila Avella - Puerto Rico - Karla Guilfú |
| Top 10             | - El Salvador - Isabella García-Manzo - España - Athenea Pérez - Filipinas - Michelle Dee § - Perú - Camila Escribens - Venezuela - Diana Silva |
| Top 20             | - Camerún - Issie Princesse - Chile - Celeste Viel - Estados Unidos - Noelia Voigt - India - Shweta Sharda - Jamaica - Jordanne Levy - Namibia - Jameela Uiras - Nepal - Jane Dipika Garrett - Pakistán - Erica Robin - Portugal - Marina Machete - Sudáfrica - Bryoni Govender |

- Δ Elegida para el Top 20 por votación del público

### Premios especiales
| Premio                | Candidata                  |
| --------------------- | -------------------------- |
| Mejor traje nacional  | - Filipinas - Michelle Dee |
| Voto del público      | - Filipinas - Michelle Dee |
| Espíritu del carvival | - Filipinas - Michelle Dee |
| Miss Simpatía         | - España - Athenea Pérez   |

#### Voice For Change
En el período previo al concurso principal, las concursantes compitieron en el concurso Voice For Change, donde compartieron sus ideas en el transcurso de un video de tres minutos. En un segmento patrocinado por la marca de joyería Mouawad y la plataforma de comunicación CI Talks, las ganadoras del concurso se determinaron mediante una votación en línea y por un comité de selección. Las diez finalistas de plata se anunciaron durante la competencia preliminar, mientras que las tres ganadoras de oro se anunciaron durante la final.
| Posición            | Candidatas |
| ------------------- | --- |
| Ganadoras de oro    | - Angola - Ana Coimbra - Filipinas - Michelle Dee - Puerto Rico - Karla Guilfú Acevedo |
| Finalistas de plata | - Brasil - Maria Brechane - Chile - Celeste Viel - Líbano - Maya Aboul Hosn - Singapur - Priyanka Annuncia - Sudáfrica - Bryoni Govender - Ucrania - Angelina Usanova - Zimbabue - Brooke Bruk-Jackson |

## El concurso

### Formato
La Organización Miss Universo anunció varios cambios en el formato para esta edición. El número de cuartofinalistas se incrementó a veinte, el mismo número de cuartofinalistas en 2019. Los resultados de la competencia preliminar llevada a cabo el 15 de noviembre de 2023, que consistió en la competencia de trajes de baño y de noche, y las entrevistas a puerta cerrada, determinaron a las primeras diecinueve cuartofinalistas seleccionados por votación general. Además, la votación en línea se utilizó nuevamente en esta edición, con el público votante determinando a la vigésima candidata que avanzaría a los cuartos de final. Las veinte cuartofinalistas compitieron en la competencia de trajes de baño y fueron reducidas a diez después. Las diez semifinalistas luego compitieron en la competencia de vestidos de gala, en la que cinco delegadas fueron elegidas para avanzar como finalistas. Las cinco finalistas compitieron en las preguntas de entrevista y fueron reducidas a tres. Las tres finalistas compitieron en la pregunta final, después de la cual se anunciaron Miss Universo 2023 y sus dos finalistas.

### Comité de selección
El comité de selección estuvo conformado por las siguientes once personas:
- Halima Aden, modelo somalí-estadounidense
- Mario Bautista, cantante mexicano (solo como juez en la transmisión final)
- Giselle Blondet, actriz y presentadora de televisión puertorriqueña
- Janelle Commissiong, Miss Universo 1977 de Trinidad y Tobago
- Nadia Ferreira, modelo paraguaya, Miss Universo Paraguay 2021 y primera finalista de Miss Universo 2021 (solo como jueza en la transmisión final)
- Avani Gregg, personalidad estadounidense de redes sociales (solo como jueza en la transmisión final)
- Carson Kressley, actor, diseñador y personalidad de televisión estadounidense (solo como juez en la transmisión final)
- Connie Mariano, médica filipino-estadounidense
- Iris Mittenaere, Miss Universo 2016 de Francia
- Sweta Patel, vicepresidenta de crecimiento de mercado y comercialización en Roku (solo como jueza en la transmisión final)
- Denise White, empresaria estadounidense y Miss Oregon USA 1994

## Candidatas
Ochenta y cuatro candidatas compitieron por el título.
| País/Territorio           | Candidata              | Edad | Procedencia         |
| ------------------------- | ---------------------- | ---- | ------------------- |
| Albania                   | Endi Demneri           | 24   | Tirana              |
| Alemania                  | Helena Bleicher        | 24   | Ravensburg          |
| Angola                    | Ana Coimbra            | 23   | Lobito              |
| Argentina                 | Yamile Dajud           | 27   | Viedma              |
| Aruba                     | Karol Croes            | 27   | Oranjestad          |
| Australia                 | Moraya Wilson          | 22   | Melbourne           |
| Bahamas                   | Melissa Ingraham       | 26   | Isla Larga          |
| Baréin                    | Lujane Yacoub          | 19   | Hamala              |
| Bélgica                   | Emilie Vansteenkiste   | 22   | Elewijt             |
| Birmania                  | Amara Bo               | 26   | Estado Shan         |
| Bolivia                   | Estefany Rivero        | 26   | Trinidad            |
| Brasil                    | Maria Brechane         | 19   | Río Grande          |
| Bulgaria                  | Yuliia Pavlikova       | 30   | Kerch               |
| Camboya                   | Sotima John            | 23   | Kompung Cham        |
| Camerún                   | Issie Princesse Δ      | 22   | Duala               |
| Canadá                    | Madison Kvaltin        | 25   | Gran Sudbury        |
| Chile                     | Celeste Viel           | 24   | Santiago de Chile   |
| Colombia                  | Camila Avella          | 28   | Yopal               |
| Corea del Sur             | Soyun Kim              | 28   | Gyeongsang del Sur  |
| Costa Rica                | Lisbeth Valverde       | 28   | San Ramón           |
| Croacia                   | Andrea Erjavec         | 23   | Perušić             |
| Curazao                   | Kim Rossen             | 26   | Willemstad          |
| Dinamarca                 | Nikoline Hansen        | 21   | Copenhague          |
| Ecuador                   | Delary Stoffers        | 23   | Guayaquil           |
| Egipto                    | Mohra Tantawy          | 22   | El Cairo            |
| El Salvador               | Isabella García-Manzo  | 20   | San Salvador        |
| Eslovaquia                | Kinga Puhová           | 23   | Dunajská Streda     |
| España                    | Athenea Pérez          | 27   | Murcia              |
| Estados Unidos            | Noelia Voigt           | 24   | Park City           |
| Filipinas                 | Michelle Dee           | 28   | Macati              |
| Finlandia                 | Paula Joukanen         | 22   | Espoo               |
| Francia                   | Diane Leyre Δ          | 26   | Neuilly-sur-Seine   |
| Gran Bretaña              | Jessica Page           | 28   | Liverpool           |
| Grecia                    | Marielia Zaloumi       | 20   | Atenas              |
| Guatemala                 | Michelle Cohn          | 28   | Ciudad de Guatemala |
| Guinea Ecuatorial         | Diana Hinestrosa       | 25   | Corisco             |
| Guyana                    | Lisa Narine            | 26   | Pomeroon-Supenaam   |
| Honduras                  | Zuheylin Clemente      | 23   | Tegucigalpa         |
| Hungría                   | Tünde Blága            | 27   | Budapest            |
| India                     | Shweta Sharda          | 22   | Chandigarh          |
| Indonesia                 | Fabiënne Groeneveld    | 23   | Yakarta             |
| Irlanda                   | Aishah Akorede         | 23   | Leixlip             |
| Islandia                  | Lilja Pétursdóttir     | 19   | Reikiavik           |
| Italia                    | Carmen Panepinto       | 24   | Ancona              |
| Islas Caimán              | Ileann Powery          | 25   | West Bay            |
| Islas Vírgenes Británicas | Ashellica Fahie        | 28   | Tórtola             |
| Jamaica                   | Jordanne Levy          | 22   | Kingston            |
| Japón                     | Rio Miyazaki           | 20   | Shizuoka            |
| Kazajistán                | Tomiris Zair Δ         | 20   | Almatý              |
| Kosovo                    | Arbesa Rrahmani        | 24   | Ferizaj             |
| Laos                      | Phaimany Lathsabanthao | 28   | Phongsali           |
| Letonia                   | Kate Alexeeva Δ        | 29   | Riga                |
| Líbano                    | Maya Aboul Hosn Δ      | 25   | Btekhnay            |
| Malasia                   | Serena Lee             | 22   | Kuala Lumpur        |
| Malta                     | Ella Portelli          | 22   | San Julián          |
| Mauricio                  | Tatiana Beauharnais Δ  | 23   | Souillac            |
| México                    | Melissa Flores         | 25   | Venustiano Carranza |
| Mongolia                  | Namuunzul Batmagnai    | 23   | Ulán Bator          |
| Namibia                   | Jameela Uiras          | 23   | Windhoek            |
| Nepal                     | Jane Dipika Garrett    | 23   | Katmandú            |
| Nicaragua                 | Sheynnis Palacios      | 23   | Diriamba            |
| Nigeria                   | Ugochi Ihezue          | 26   | Birnin Kebbi        |
| Noruega                   | Julie Tollefsen        | 27   | Oslo                |
| Países Bajos              | Rikkie Kollé           | 22   | Hoorn               |
| Pakistán                  | Erica Robin            | 24   | Karachi             |
| Panamá                    | Natasha Vargas         | 26   | Las Tablas          |
| Paraguay                  | Elicena Andrada        | 28   | Tobatí              |
| Perú                      | Camila Escribens       | 25   | Lima                |
| Polonia                   | Angelika Jurkowianiec  | 27   | Namysłów            |
| Portugal                  | Marina Machete         | 28   | Palmela             |
| Puerto Rico               | Karla Guilfú           | 25   | Patillas            |
| República Checa           | Vanesa Švédová         | 19   | Přerov              |
| República Dominicana      | Mariana Downing        | 28   | Cotuí               |
| Rusia                     | Margarita Golubeva     | 22   | San Petersburgo     |
| Santa Lucía               | Earlyca Frederick      | 26   | Choiseul            |
| Singapur                  | Priyanka Annuncia      | 26   | Singapur            |
| Sudáfrica                 | Bryoni Govender Δ      | 27   | Gauteng             |
| Suiza                     | Lorena Santen          | 26   | Argovia             |
| Tailandia                 | Anntonia Porsild       | 27   | Nakhon Ratchasima   |
| Trinidad y Tobago         | Faith Gillezeau        | 25   | San Fernando        |
| Ucrania                   | Angelina Usanova Δ     | 26   | Kiev                |
| Venezuela                 | Diana Silva            | 26   | Caracas             |
| Vietnam                   | Bùi Quỳnh Hoa          | 25   | Hanói               |
| Zimbabue                  | Brooke Bruk-Jackson    | 21   | Harare              |

- Δ: indica que la candidata fue designada directamente o a través de un proceso de casting.